# Otomys uzungwensis
Otomys uzungwensis är en gnagare i släkten egentliga öronråttor som förekommer i östra Afrika. Typexemplaret hittades i Udzungwabergen. Populationen infogades en längre tid i Otomys typus.
Denna gnagare är stor och kraftig med en kort nos och kort svart. Storleksuppgifter saknas. På ovansidan förekommer spräcklig brun päls med rosa nyanser och undersidan bär grå päls. Vid svansen är ovansidan mörkare än undersidan. På framsidan av överkäkens framtänder finns en ränna och de nedre framtänderna har två djupa rännor.
Arten har flera små populationer i bergstrakter i Tanzania, Malawi och Zambia. Den vistas i regioner som ligger 1800 till 2750 meter över havet. Exemplar hittas i bergsskogar som delvis hade en undervegetation av bambu. De aktiva under dagen och under skymningen. Antagligen äts främst växtdelar.
Beståndet hotas av skogsbruk och skogens omvandling till jordbruksmark samt av bränder. Kanske kan arten liksom andra släktmedlemmar anpassa sig till trädgårdar. IUCN listar arten som nära hotad (NT).